# 7·26 운동
7·26 운동(스페인어: Movimiento 26 de Julio, M-26-7) 은 쿠바 혁명을 주도한 쿠바의 마르크스-레닌주의 게릴라 조직이다. 풀헨시오 바티스타 독재정권과 제국주의에 반대하여, 피델 카스트로가 이끈 1955년 몬카타 병영 습격 사건으로 혁명운동을 시작하여, 1962년에 해체된 혁명 조직이다. 설립 당시부터 쿠바 혁명의 구심점었으며, 1959년 바티스타가 권좌에서 쫓겨나면서, 7·26 운동 주도의 프롤레타리아 혁명정부가 수립되었다. 1962년 7·26 운동은 해체되었고, 쿠바 사회주의 혁명연합당과 쿠바 혁명군으로 개편되었다. 7·26 운동의 지도자로는 체 게바라, 알베르트 바요, 피델 카스트로, 라울 카스트로, 카밀로 시엔푸에고스, 후안 알메이다 보스케가 있다.

## 같이 보기
- 포코 이론
- 체 게바라
- 알베르트 바요
- 피델 카스트로
- 카밀로 시엔푸에고스
- 쿠바 공산당
- 콜롬비아 무장혁명군
- 콜롬비아 국민해방군